# Chính sách xã hội

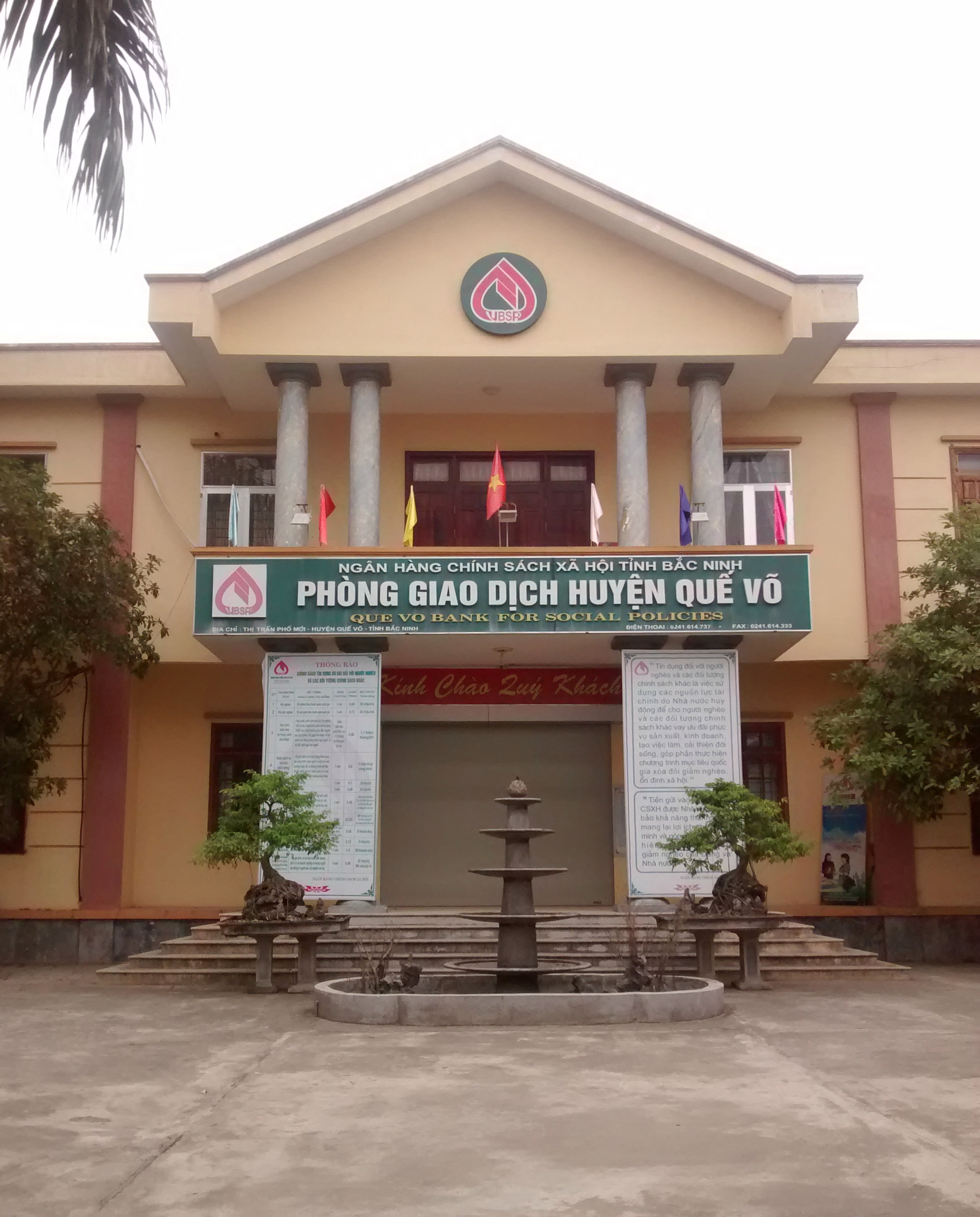
Trụ sở một phòng giao dịch của Ngân hàng Chính sách xã hội ở huyện Quế Võ (nay là thị xã Quế Võ)

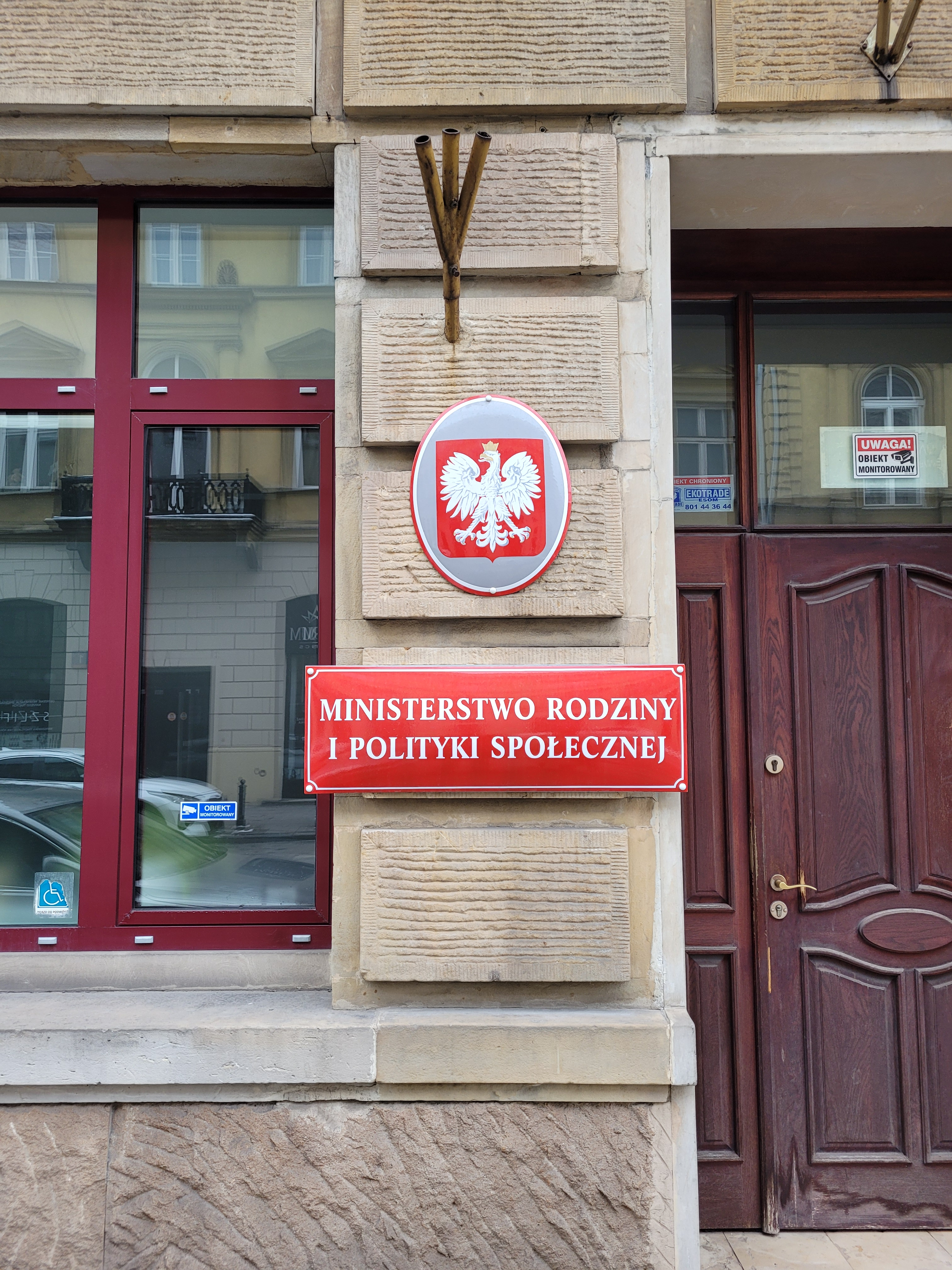
Trụ sở của Bộ Gia đình và Chính sách Xã hội ở đường Bracka, Vác-xa-va

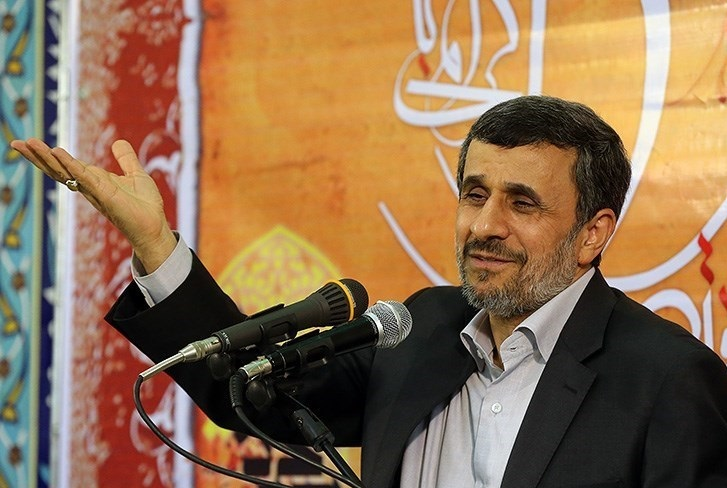
Cựu Tổng thống Iran ông Ma-mút A-ma-đin-nê-dát từng được biết đến với những tranh cãi về chính sách xã hội của Iran

Chính sách xã hội (Social policy) là một kế hoạch hoặc chương trình hành động của chính phủ hoặc chính quyền (các cơ quan thiết chế) nhằm cải thiện hoặc cải cách xã hội. Một số chuyên gia và trường đại học coi chính sách xã hội là một tập hợp con của chính sách công trong khi những người thực hành khác mô tả chính sách xã hội và chính sách công là hai cách tiếp cận riêng biệt, cạnh tranh cho cùng một lợi ích công, với Chính sách xã hội được coi là toàn diện hơn chính sách công. Chính sách xã hội cũng có thể được mô tả là những hành động ảnh hưởng đến phúc lợi xã hội của các thành viên trong xã hội thông qua việc định hình sự phân phối và tiếp cận hàng hóa và tài nguyên trong xã hội đó. Chính sách xã hội thường đề cập đến những vấn nạn xã hội.
Cho dù trường đại học tuân theo luận điểm nào thì chính sách xã hội đều bắt đầu bằng việc nghiên cứu nhà nước phúc lợi và dịch vụ xã hội. Nó bao gồm chủ trương, đường lối, định hướng (Guideline), nguyên tắc, luật pháp và các hoạt động liên quan ảnh hưởng đến điều kiện sống có lợi cho phúc lợi con người, chẳng hạn như chất lượng cuộc sống của một người. Khoa Chính sách xã hội thuộc Trường Kinh tế Luân Đôn định nghĩa chính sách xã hội là "một chủ đề liên ngành và ứng dụng liên quan đến việc phân tích các phản ứng của xã hội đối với nhu cầu xã hội", nhằm mục đích bồi dưỡng cho sinh viên của mình khả năng hiểu lý thuyết và bằng chứng được rút ra từ nhiều ngành khoa học xã hội, bao gồm kinh tế học, xã hội học, tâm lý học, địa lý học, lịch sử, luật học, triết học và khoa học chính trị.
Chính sách xã hội nhằm mục đích cải thiện phúc lợi con người và đáp ứng nhu cầu con người về giáo dục, y tế, nhà ở và an ninh kinh tế. Các lĩnh vực quan trọng của chính sách xã hội là phúc lợi và hưởng phúc lợi, chế độ sính sách, chính sách xóa đói, giảm nghèo, chính sách an sinh xã hội, công bằng xã hội, bảo hiểm thất nghiệp, điều kiện sống, quyền động vật, chế độ chính sách lương hưu, chăm sóc sức khỏe, nhà ở xã hội, chính sách gia đình, chăm sóc xã hội, bảo vệ trẻ em, loại trừ xã hội, chính sách giáo dục,  các vấn đề về tội phạm và tư pháp hình sự, phát triển đô thị và lao động.
Trung tâm Chính sách xã hội Malcolm Wiener tại Đại học Harvard mô tả chính sách xã hội là "chính sách công và thực tiễn trong các lĩnh vực chăm sóc sức khỏe, dịch vụ con người, công lý hình sự, bất bình đẳng, giáo dục và lao động". Những cuộc thảo luận về chính sách xã hội ở Hoa Kỳ và Canada cũng có thể áp dụng cho chính sách của chính phủ về các vấn đề xã hội như giải quyết phân biệt chủng tộc, vấn đề LGBT vấn đề (chẳng hạn như hôn nhân đồng giới), và tình trạng pháp lý của phá thai, súng ống, việc an tử (quyền được chết), thuốc an thần, chất hướng thần (chất gây nghiện các loại) và tệ nạn mại dâm. Ở các quốc gia khác, những vấn đề này sẽ được phân loại theo chính sách y tế và chính sách trong nước. Khái niệm Chính sách xã hội lần đầu tiên được hình thành vào thập niên 1940 do Richard Titmuss đưa ra khi công tác trong lĩnh vực quản lý xã hội ở Anh. Nữ thần công lý mô tả công lý được trang bị ba biểu tượng là một thanh kiếm tượng trưng cho sức mạnh cưỡng chế của triều đình; một chiếc cân của con người đang cân nhắc những tuyên bố cạnh tranh trong mỗi bàn tay; và bịt mắt thể hiện sự công bằng